# Chapuisia foveolata
Chapuisia foveolata es un coleóptero de la familia Chrysomelidae. Fue descrita científicamente en 1921 por Laboissiere.